# Avenue Raspail
Pour les articles homonymes, voir Raspail.
L'avenue Raspail est un des axes importants de Bagnolet.

## Situation et accès
L'avenue Raspail commence au carrefour de l'avenue Pasteur, de l'avenue de Stalingrad et de la rue Sadi-Carnot. Elle croise la rue Jeanne-Hornet, la rue Louise-Michel et la rue des Rigondes (cette dernière, reconnue par arrêté préfectoral du 24 juin 1912 comme chemin public rural des communes de Bagnolet, Montreuil et Romainville, avec la rue d'Alembert). Elle se termine à l'est, à la limite de Montreuil, dans l'axe de l'avenue Ferdinand-Buisson (anciennement avenue de la Dhuys).

## Origine du nom

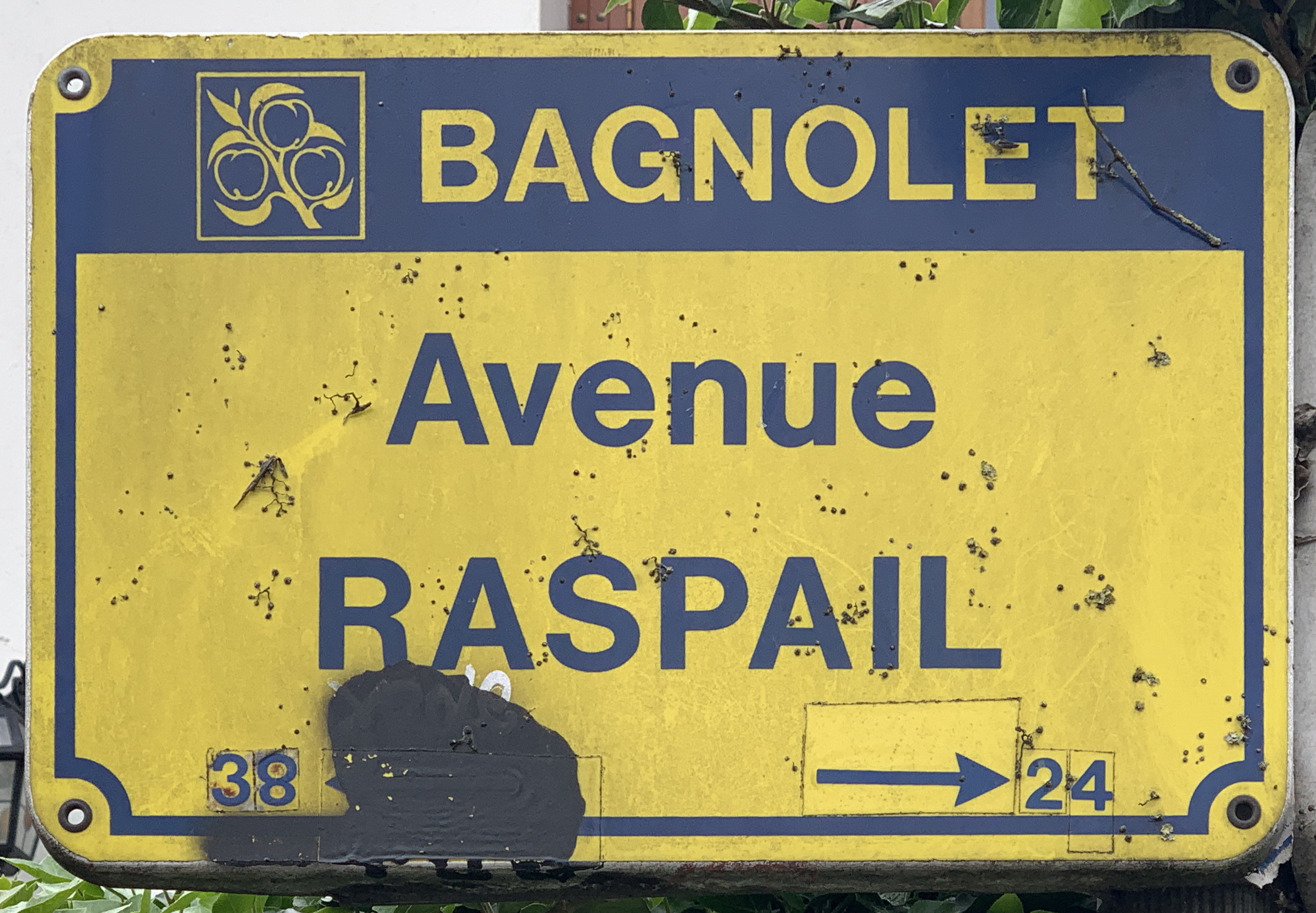
Plaque de l'avenue.

Cette voie de circulation porte le nom du chimiste, médecin et homme politique François-Vincent Raspail (1794-1878).

## Historique
L'avenue Raspail faisait autrefois partie du « chemin no 20, de Gennevilliers à Vincennes ».

## Bâtiments remarquables et lieux de mémoire
- Cimetière Raspail.

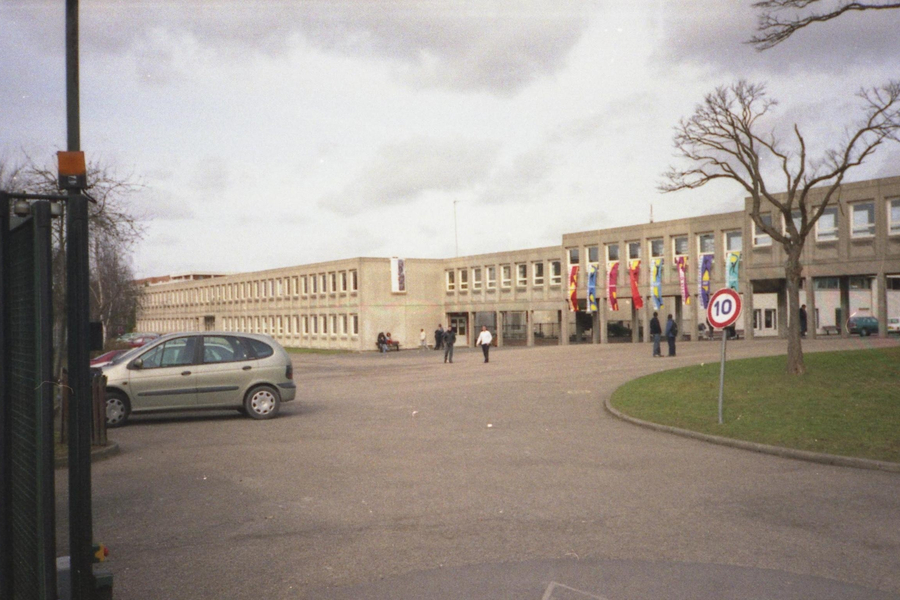
Le lycée Eugène-Henaff en 2008.

- Chapelle Saint-Jacques de Bagnolet, à l'angle de la rue Louise-Michel.
- Parc des Sports de la Briqueterie.
- Lycée Eugène-Henaff[4], reconstruit dans les années 2010[5].
- Stade Municipal des Rigondes, à l'angle de la rue des Rigondes.